# IC 446
IC 446 = IC 2167 bezeichnet einen Reflexionsnebel und einen Stern im Sternbild Monoceros südlich des Himmelsäquators. Das Objekt wurde am 24. Januar 1894 vom US-amerikanischen Astronomen Edward Barnard entdeckt.